# تيبور يوست
تيبور يوست (بالمجرية: Tibor Yost)‏ هو كاتب سيناريو مجري، ولد في 15 مارس 1896 في بودابست في المجر، وتوفي في 8 مايو 1968 في هوف في ألمانيا.

## وصلات خارجية
- تيبور يوست على موقع IMDb (الإنجليزية)
- تيبور يوست على موقع قاعدة بيانات الفيلم (الإنجليزية)